# Ostendorf
Ostendorf è una frazione (Ortsteil) del comune di Rinteln, nel land della Bassa Sassonia, in Germania.

## Storia
Già comune autonomo nel circondario della contea di Schaumburg, fu soppresso il 1º gennaio 1929 e unito a Rosenthal e altri territori per formare il nuovo comune di Schaumburg.
Insieme con Schaumburg, fu incorporato a Rinteln il 1º marzo 1974.